# 阿尔弗雷德·拉乌尔

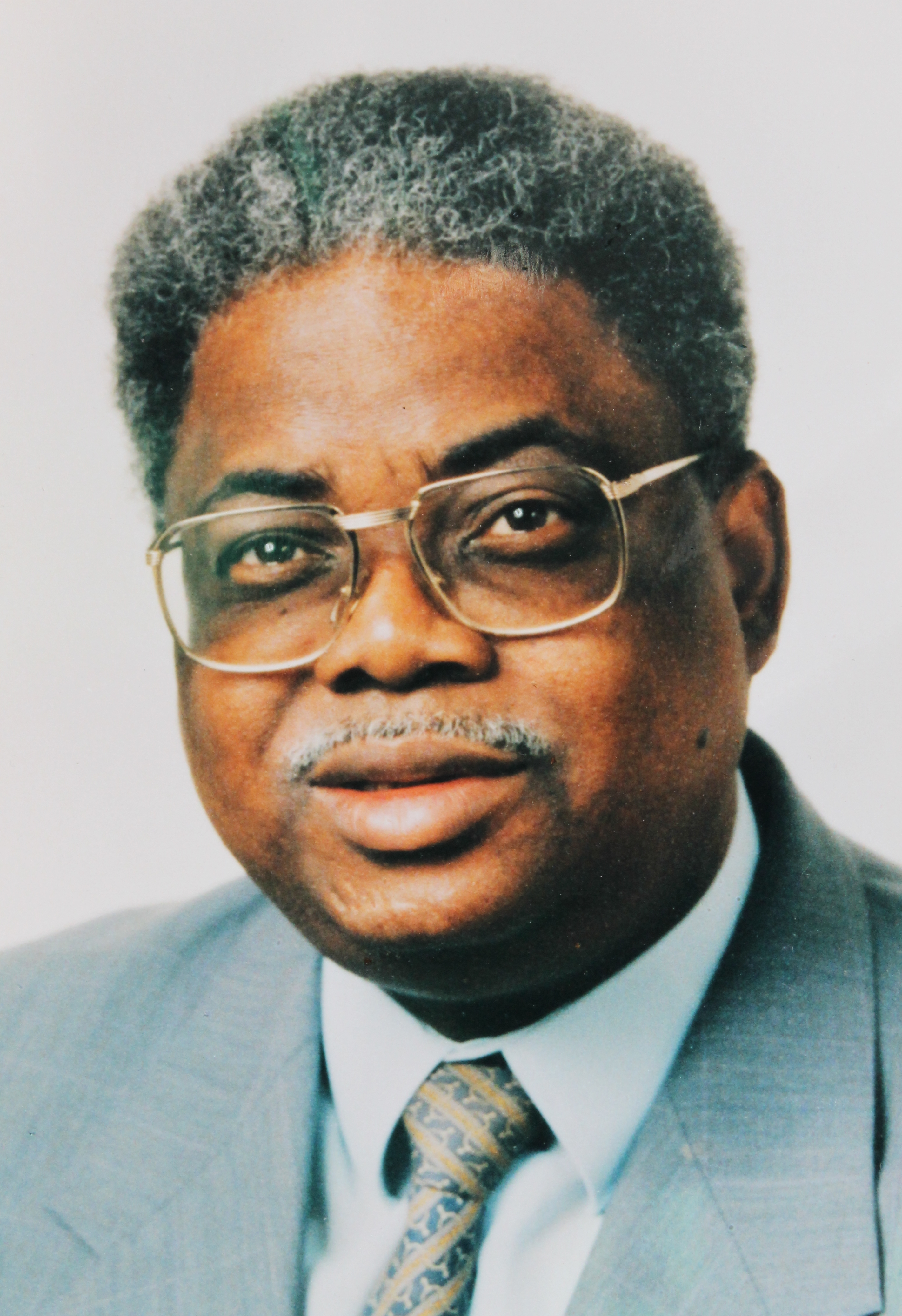
阿尔弗雷德·拉乌尔

阿尔弗雷德·拉乌尔（法語：Alfred Raoul；1930年12月15日—1999年7月16日）是剛果共和國政治人物，曾於1968年9月5日—1969年1月1日任剛果共和國总统。